# Чемпіонат УРСР із шахів 1980 (жінки)
40-й чемпіонат України із шахів серед жінок, що проходив з 12 по 23 лютого 1980 року в м. Кіровоград у приміщенні Палацу культури імені Компанійця. 
 Чемпіонкою України стала 24-річна Лариса Мучник з Коростишева Житомирської області.

## Загальна інформація

фото з турніру

Головний суддя турніру — Л. Островський (міжнародна категорія, Київ).
Змагання проводилися за швейцарською системою у 11 турів за участі 44 шахісток. Серед учасниць турніру — фіналістка торішнього чемпіонату СРСР Лариса Мучник (Коростишів), торішня чемпіонка України 16-річна киянка Олена Титова, учасниці першої ліги чемпіонату СРСР львів'янки Наталія Ручйова та Зоя Лельчук, срібні призерки VII Спартакіади УРСР Олена Єліна та Людмила Куликова (обидві — Дніпропетровськ), киянки Любов Жильцова (Лисенко) та Вікторія Артамонова, 11-річна Олена Седіна, яка напередодні стала чемпіонкою Києва серед дорослих. Слід відмітити, що більше половини учасниць (25) молодші 20 років.
На турнірі, окрім звання чемпіонки, розігрувалися ще й три місця, які давали право участі у півфіналах чемпіонату СРСР.
Після 5-го туру лідирувала Людмила Куликова, яка в п'яти партіях втратила лише ½ очка. Вона зіграла унічию з Наталею Гасюнас, серед переможених — О. Єліна та З. Лельчук. По 4 очка мали Лельчук, Гасюнас, Мучник, Р. Фрумкіна (Одеса) та Фаїна Гершман (Кіровоград).
Становище лідерів після 7-ми турів було наступним: по шість очок — у Фаїни Гершман, яка виграла шість партій підряд, і Лариси Мучник. У О. Єліної — 5½ очка, у Л. Жильцової та З. Лельчук — по 5 очок.
У восьмому та дев'ятому турах по дві перемоги здобули Л. Мучник та Н. Гасюнас, яка перемогла О. Титову та Л. Жильцову. Лідер після сьомого туру — Ф. Гершман обидві свої партії програла. О. Єліна перемогла З. Лельчук та зазнала однієї поразки. Після 9-го туру Л. Мучник набрала 8 очок, Н. Гасюнас — 7, О. Єліна — 6½, по 6 очок у Ф. Гершман, Л. Дубіної (Київ), Л. Жильцової, З. Лельчук та О. Титової.
За два тури до завершення турніру шанси на потрапляння до призової трійки були у дев'яти учасниць. Як завжди буває в турнірі за швейцарською системою, усі претендентки зустрілися між собою.
Лариса Мучник перемогла Людмилу Дубіну і за тур до завершення змагань здобула звання чемпіонки України. Олена Єліна з Дніпропетровська взяла гору над Фаїною Гершман (Кіровоград), а Зоя Лельчук (Львів) перемогла житомирянку Наталію Гасюнас.
Перед останнім туром ще п'ять шахісток націлювалися на 2-5 місця. Усі вони здобули перемоги, тож лише за допомогою додаткових показників визначилися найсильніші. У підсумку Лариса Мучник посіла перше місце набравши 9 очок, на другому місці О.Єліна — 8½ очок, третє місце у З.Лельчук — 8 очок. За межею трійки призерів лишилися Л.Жильцова і Н.Гасюнас, які також набрали по 8 очок.
Із 242 зіграних на турнірі партій — 192 закінчилися перемогою однієї зі сторін (79,3 %), внічию завершилися 50 партій.

## Підсумкова таблиця
| Місце   | Шахістка                      | Місто            | Звання (розряд) |  | + | = | −  | Очки | Дод  |
| ------- | ----------------------------- | ---------------- | --------------- |  | - | - | -- | ---- | ---- |
| Gold    | Лариса Мучник                 | Коростишів       | кмс             |  | 8 | 2 | 1  | 9    |      |
| Silver  | Олена Єліна                   | Дніпропетровськ  | кмс             |  | 8 | 1 | 2  | 8½   |      |
| Bronze  | Зоя Лельчук                   | Львів            | мс              |  | 8 | 0 | 3  | 8    | 74,0 |
| 4       | Любов Жильцова (Лисенко)      | Київ             | мс              |  | 8 | 0 | 3  | 8    | 65,5 |
| 5       | Наталія Гасюнас               | Житомир          | кмс             |  | 7 | 2 | 2  | 8    |      |
| 6 — 8   | Вікторія Білогородська        | Київ             | кмс             |  | 6 | 2 | 3  | 7    |      |
| 6 — 8   | Вікторія Дакус                | Суми             | кмс             |  | 6 | 2 | 3  | 7    |      |
| 6 — 8   | Наталія Ручйова               | Львів            | кмс             |  | 6 | 2 | 3  | 7    |      |

Учасниці, судді та організатори 40-го чемпіонату України (зліва направо):
нижній ряд — ?, Березіна, Дубіна, ?, Артамонова, ?, Гершман, Дубівка, Лукомська, Білогородська, Титова, Євсеєва, Сон, Дубілевська, ?, ?, ?; середній ряд — ?, ?, Мучник, Єліна, ?, суддя Микола Іванченко, суддя Віктор Стульников, ?, гол.суддя Лев Островський, ?, Кравчук, лікарка турніру, Люблінська, ?, Жильцова, ?, А.Іванченко, Адлер, Куликова, Ханукова, О.Іванченко;
верхній ряд — ?, Зенова, ?, Копман, Корнієць, ?, Седіна, ?, Ястребова, Ручйова, Баранова, Карт, Гасюнас, ?, Фрумкіна, Лельчук, ?;

| 9 — 12  | Лариса Дубілевська (Калініна) | Тернопіль        | кмс             |  | 5 | 3 | 3  | 6½   |      |
| 9 — 12  | Ірина Євсеєва                 | Макіївка         | кмс             |  | 6 | 1 | 4  | 6½   |      |
| 9 — 12  | Олена Титова                  | Київ             | кмс             |  | 6 | 1 | 4  | 6½   |      |
| 9 — 12  | Раїса Фрумкіна                | Одеса            | кмс             |  | 6 | 1 | 4  | 6½   |      |
| 13 — 19 | Вікторія Артамонова           | Київ             | кмс             |  | 5 | 2 | 4  | 6    |      |
| 13 — 19 | Фаїна Гершман                 | Кіровоград       | кмс             |  | 6 | 0 | 5  | 6    |      |
| 13 — 19 | Людмила Дубіна                | Київ             | 1               |  | 6 | 0 | 5  | 6    |      |
| 13 — 19 | Алла Іванченко                | Харків           | кмс             |  | 4 | 4 | 3  | 6    |      |
| 13 — 19 | Людмила Куликова (Асланян)    | Дніпропетровськ  | мс              |  | 5 | 2 | 4  | 6    |      |
| 13 — 19 | Олена Седіна                  | Київ             | 1               |  | 5 | 2 | 4  | 6    |      |
| 13 — 19 | Ірина Сон                     | Харків           | кмс             |  | 4 | 4 | 3  | 6    |      |
| 20 — 25 | Вікторія Баранова             | Харків           | кмс             |  | 3 | 5 | 3  | 5½   |      |
| 20 — 25 | Н. Грималюк                   | Тернопіль        | 1               |  | 4 | 3 | 4  | 5½   |      |
| 20 — 25 | Ела Карт                      | Львів            | 1               |  | 4 | 3 | 4  | 5½   |      |
| 20 — 25 | Олена Кравчук                 | Житомир          | кмс             |  | 4 | 3 | 4  | 5½   |      |
| 20 — 25 | Людмила Люблінська            | Київ             | кмс             |  | 3 | 5 | 3  | 5½   |      |
| 20 — 25 | Тетяна Ястребова              | Одеса            | 1               |  | 3 | 5 | 3  | 5½   |      |
| 26 — 32 | Ірина Березіна                | Київ             | 1               |  | 4 | 2 | 5  | 5    |      |
| 26 — 32 | Є. Гаврилова                  | Полтава          | 1               |  | 5 | 0 | 6  | 5    |      |
| 26 — 32 | Ольга Іванченко               | Кіровоград       | 1               |  | 4 | 2 | 5  | 5    |      |
| 26 — 32 | Марина Корнієць               | Чернівці         | 1               |  | 2 | 6 | 3  | 5    |      |
| 26 — 32 | Л. Кулігіна                   | Черкаси          | 1               |  | 4 | 2 | 5  | 5    |      |
| 26 — 32 | Ж. Салова                     | Ворошиловград    | 1               |  | 5 | 0 | 6  | 5    |      |
| 26 — 32 | Ольга Ханукова                | Харків           | 1               |  | 4 | 2 | 5  | 5    |      |
| 33 — 35 | Ніна Адлер                    | Івано-Франківськ | 1               |  | 2 | 5 | 4  | 4½   |      |
| 33 — 35 | О. Богданова                  | Кримська обл     | 1               |  | 4 | 1 | 6  | 4½   |      |
| 33 — 35 | Ніна Зенова                   | Херсон           | 1               |  | 2 | 5 | 4  | 4½   |      |
| 36 — 40 | А. Антонова                   | Миколаїв         | 1               |  | 3 | 2 | 6  | 4    |      |
| 36 — 40 | Є. Іванчикова                 | Запоріжжя        | 1               |  | 3 | 2 | 6  | 4    |      |
| 36 — 40 | Лариса Копман                 | Чернівці         | 1               |  | 3 | 2 | 6  | 4    |      |
| 36 — 40 | Ірина Лукомська               | Київ             | 1               |  | 2 | 4 | 5  | 4    |      |
| 36 — 40 | Г. Марчук                     | Вінниця          | 1               |  | 2 | 4 | 5  | 4    |      |
| 41      | Л. Храброва                   | Київська обл     | 1               |  | 2 | 3 | 6  | 3½   |      |
| 42      | Тетяна Дубівка                | Кіровоград       | 1               |  | 2 | 2 | 7  | 3    |      |
| 43      | Валентина Коштенко            | Хмельницький     | 1               |  | 2 | 1 | 8  | 2½   |      |
| 44      | Л. Семашко                    | Севастополь      | 1               |  | 1 | 0 | 10 | 1    |      |